# Витебская любительская астрономическая обсерватория
Витебская любительская астрономическая обсерватория — частная астрономическая обсерватория, построенная в 1991 — 1992 годах белорусским любителем астрономии Виталием Невским в 20 км к югу от Витебска, Беларусь. В обсерватории был сделан ряд астрономических открытий. Является первой частной обсерваторией на территории Республики Беларусь.

## История обсерватории

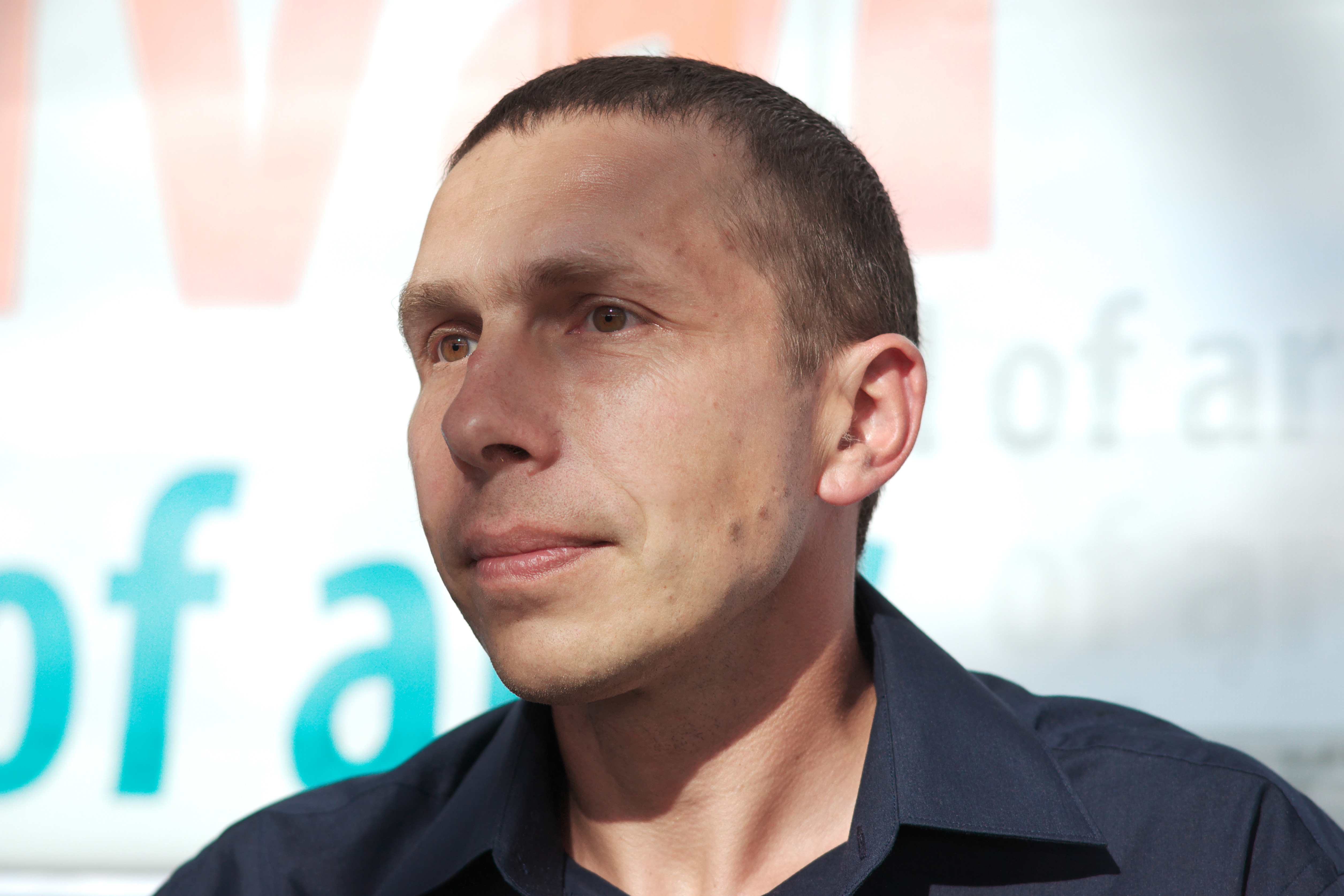
Виталий Невский, 2015 год

Обсерватория была построена в 1991—1992 годах белорусским любителем астрономии Виталием Невским в 20 км к югу от Витебска, Беларусь. Купол обсерватории имеет диаметр 5 метров, башня имеет такой же диаметр и высоту 6.5 метров. В 1992 — 1994 годах основатель обсерватории проходил службу в армии. После возвращения из армии удалось установить стационарный 20-см телескоп системы Ньютона, на котором наблюдались такие кометы как Хякутакэ и Хейла — Боппа. В 1997 году в обсерватории в качестве основного инструмента был установлен 30-см рефлектор системы Ньютона, на котором в дальнейшем были сделаны все открытия и получен огромный наблюдательный материал. 7 июля 2007 года обсерватория была зарегистрирована в Центре малых планет с присвоением ей кода «B42».

## Инструменты и приборы обсерватории
- 20-см рефлектор системы Ньютона (D = 200 мм, F = 2000 мм) (1995 год) — на стационарной монтировке
- 30-см параболический рефлектор системы Ньютона (D = 300 мм, F = 1500 мм) (1996 год) — складывающийся, на монтировке Добсона, в 1997 году установлен на стационар
- 15-см телескоп системы Максутова «МК-67, Интес» (D = 150 мм, F = 1800 мм)[1]
- 12-см рефлектор системы Ньютона (D = 120 мм, F = 870 мм)
- Бинокуляр 25 х 100, поле зрения 3,5 градусов
- ПЗС-камера QHY-6 (с 17 июня 2007 года)
- Камера ZWO ASI 294MM Pro + Корректор комы Sharpstar 0.95х (c 2023 года)

## Направления исследований
- Кометы
- Наблюдение покрытий звезд астероидами и спутниками планет
- Визуальные и ПЗС-наблюдения объектов далекого космоса
- Околоземные астероиды
- Сверхновые звезды
- Фотометрия переменных звезд

## Основные достижения

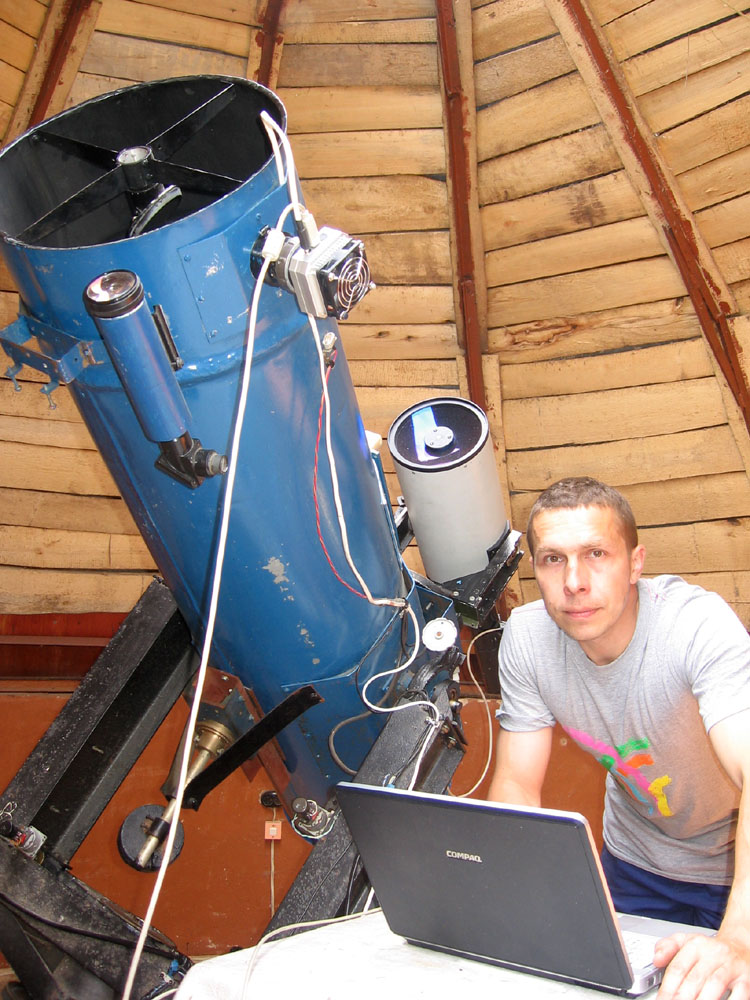
Виталий Невский и 30-см телескоп

- Уточнение диаметра спутника Сатурна Тефии в ходе наблюдения покрытия 15 декабря 2002 года.[2][3][4][5]
- Наблюдение покрытий звезд астероидами: 12 сентября 2003 года, 30 января 2004 года, 27 сентября 2005г и 16 апреля 2006 г.[6]
- Переоткрытие кометы 139P/Vaisala-Oterma (6 сентября 2007 года)[7]
- Открытие астероидов:
- Открытие 15 новых астероидов в Витебской обсерватории включая (216897) 2009 HJ58 первый белорусский астероид

-   - На дистанционной обсерватории Tzec Maun было открыто 28 новых астероидов. В обсерватории «АНЦ-Кисловодск» на горе Шиджатмаз открыто более 100 астероидов, включая один околоземный.
  - Итого, по состоянию на май 2025 года открыто 153 астероида, 26 из них имеют порядковые номера, 5 из них получили имена: (216897) Golubev, (264061) Vitebsk, (269567) Bakhtinov, (269589) Kryachko, (279274) Shurpakov.

- Открытие сверхновой 2010br в галактике NGC 4051 — первая белорусская сверхновая (в ночь 10/11 апреля 2010 года)[8]
- Виталий Невский и Артём Новичонок являются первооткрывателями кометы C/2012 S1 (ISON). Наблюдения проводились в обсерватории «АНЦ-Кисловодск».
- Виталий Невский является первооткрывателем кометы C/2013 V3 (Nevski). Наблюдения проводились в обсерватории «АНЦ-Кисловодск».
- По состоянию на май 2025 года Виталий Невский является первооткрывателем более 500 новых переменных звезд. Наблюдения проводились в Витебской обсерватории, а так же в обсерваториях  «АНЦ-Кисловодск» и «АНЦ-Бюракан».

## Интересные факты
- Первый астероид, открытый при помощи астрономических приборов, расположенных на территории Беларуси (в Витебской обсерватории), назван в честь Голубева Владимира Александровича — профессионального астронома, доцента кафедры физики и астрономии ВГУ — (216897) Голубев[9]
- Первая частная обсерватория в Беларуси